# Cotana bisecta
Cotana bisecta är en fjärilsart som beskrevs av Rothschild 1917. Cotana bisecta ingår i släktet Cotana och familjen Eupterotidae. Inga underarter finns listade i Catalogue of Life.